# Copidozoum exiguum
Copidozoum exiguum är en mossdjursart som först beskrevs av Barroso 1920.  Copidozoum exiguum ingår i släktet Copidozoum och familjen Calloporidae. Inga underarter finns listade i Catalogue of Life.